# Антонія Яворник
Антонія Яворник (сербохорв. Antonija Javornik / Антонија Јаворник), в Сербії відома під ім'ям Наталія Белаяц (сербохорв. Natalija Bjelajac / Наталија Бјелајац; 13 травня 1893, Марібор — 16 серпня 1974, Белград) — сербська військовослужбовиця, наредник сербської армії у роки Балканських воєн та Першої світової війни, санітарка. Була поранена 12 разів, кавалер 12 нагород за хоробрість.

## Довоєнне життя
Антонія Яворник народилася 13 травня 1893 року в Мариборі в Герцогстві Крайна, Австро-Угорщина (нині Словенія) у словенській родині. Виховувалася під впливом дядька Мартіна Яворника, колишнього поручика австро-угорської армії, який служив у Боснії. Незадоволений станом армії і держави, він перебрався до Сербії через Дрину і вступив до сербської армії. Розповіді дядька про Сербію та книги, які він відправляв сім'ї до Марибору, тільки підігрівали бажання Антонії піти за дядьком. Після закінчення восьмирічної школи і двох невдалих спроб переїзду Антонія все ж вибралася до Сербії, в Крагуєваць. Її дядько вже служив капітаном сербської армії в 11-му піхотному полку імені Карагеоргія. Антоніє Джурич писав у книзі «Солунські жінки говорять», що Антонія приїхала 10 квітня 1912 року до Крагуєваця.

## Балканські війни
Після початку Першої Балканської війни 8 жовтня 1912 року Антонія Яворник записалася добровольцем до сербської армії, отримавши ім'я Наталія Белаяц. Вона зробила це, піклуючись про свою родину, що залишилася в Мариборі, і стала санітаркою в полковій лікарні 11-го піхотного полку імені Карагеоргія. У складі полку Наталія брала участь в боях проти турецької армії в Косово Поле, Куманово та Скоп'є, в боях за Призрен і міста північної Албанії: Лежа, Круя, Тирана, Дуррес і Шкодер. У книзі «Виступи Наталії Белаяц як свідка визволення Косова» вона розповідала таке:
|  | Не потрясли мене на цьому шляху поранені, хоча і були - хтось із них залишився на все життя інвалідами. Не потрясли мене ні ці виснажливі марші, ні ці жертви на полях битв - з вогневих позицій вивозили поранених. Потрясла мене сцена, яку я сама бачила, коли лікарняна рота прибула на Косово Поле. Солдати лягли на землю і цілували її. Вони все обіймали один одного, цілували і говорили, що більше п'яти століть чекали цього моменту - помстилися за Косово. Я зрозуміла: з червня і Видовдану 1389 року до жовтня 1912 року із покоління в покоління жила ідея виконання цієї мрії. В радості і печалі говорилося про Косово, і ось солдати дочекалися цієї години, щоб вигнати турків і звільнити Косово... Виконали заповіт багатьох поколінь... Оригінальний текст (серб.) Нису ме, на овом путу, потресли рањеници, било их је - неки су остали доживотни инвалиди. Нису ме потресли ни они исцрпљујући маршеви, ни оно жртвовање на бојишту - да се с ватреног положаја извуче рањеник, потресла ме је сцена коју сам видела кад је болничка чета стигла на Косово Поље: војници полегли по земљи и љубе је... Онда се сви мећусобно грле и љубе и говоре како се више од пет векова чекало на овај тренутак, како је освећено Косово... Схватила сам: од јуна и Видовдана 1389. до октобра 1912. године с колена на колено се живело за остварење тог сна - у радости и жалости говорило се о Косову - и, ево, војници дочекали тај час да протерају Турке и ослободе Косово... Испунили завет многих генерација... |

З 29 червня по 10 серпня 1913 року Наталія брала участь у Другій Балканській війні, прийнявши перше бойове хрещення на позиціях у Дренака і висоти 550. Вона отримала медаль Мілоша Обіліча за хоробрість.

## Перша світова війна
Першу світову війну Наталія зустріла в Шабаці в Церській битві, в якій загинув її дядько-капітан Мартін Яворник. Наталія була нагороджена і другою медаллю Мілоша Обіліча за хоробрість. Далі вона брала участь в обороні Белграда, була свідком відступу сербської армії через Чорногорію та Албанію, бачила багато поранених і вмираючих солдатів на островах Керкіра і Відо. Потім вона вирушила на Салоникський фронт, де брала участь у битві за Каймакчалан з 12 по 30 вересня 1916 року. Після прориву фронту і звільнення Бітоли вона була нагороджена орденом Зірки Карагеоргія з мечами.
Наталія Белаяц брала участь й надалі в боях Першої світової війни. Вона була нагороджена Албанською пам'ятною медаллю, орденом Білого орла, медаллю «За військову доблесть», медаллю «За службу королівського дому», французьким орденом Почесного легіону (кавалер) і російським орденом Святого Георгія III ступеня.

## Після війни
У 1928 році Наталія Белаяц (вона ж Антонія Яворник) зустрілася з родиною в Мариборі, а потім повернулася до Белграду і залишилася там жити буденним життям. Вона говорила:
|  | Я могла як доброволець отримати землю і взяти кредит, щоб побудувати будинок, але нічим з цього не хотіла скористатися. Здавалося мені це якимись ринковими відносинами: я проливаю кров за Батьківщину, а мене батьківщина нагороджує землею, званням, будинком, грошима... Я ніяк не могла цього зробити. Я все робила з любові до словенського народу, щоб скинути іноземне ярмо і жити в злагоді, любові і свободи в єдиній країні. Коли я зняла уніформу, не носила нагород більше на грудях. Чому? Було, та минуло... Осіла, жила скромно, відокремлено. Єдине, про що шкодую, що не було у мене дітей... Оригінальний текст (серб.) Могла сам, као добровољац, да добијем земљу и кредит да изградим кућу – али ништа од тога нисам хтела да искористим. Личило ми је то на неки трговачки однос: ја отаџбини мало крви, а мени отаџбина – надокнађује земљом, положајем, кућом, новцем... Никако то нисам могла. Ја сам се из љубави тукла за словенске народе - да збаце туђински јарам и живе у слози, љубави и слободи у једној држави. Кад сам скинула униформу, нисам више ни одликовања стављала на груди. Чему? Било, па прошло... Запослила сам се, живела скромио, повучено... Једино ми жао што нисам имала деце... |

У роки Другої світової війни Наталія Белаяц була заарештована гестапівцями і кинута до табору смерті Баніца за співчуття силам Опору. У післявоєнні роки вона майже ні з ким не спілкувалася, її знали на прізвисько Нана. Вона померла 16 серпня 1974 року, в день 60-річчя Церської битви. Похована на кладовищі в містечку Малі-Мокрі-Луг (передмістя Белграда). На її могилі встановлено пам'ятник з написом «Наредник сербської армії Наталія Белаяц».